# Atração por deficiência
Atração por deficiência é um interesse sexualizado na aparência, na sensação e na experiência de deficiência. Pode se estender desde a sexualidade humana normal até um tipo de fetichismo sexual. Do ponto de vista sexológico, a forma patológica dessa atração tende a ser classificada como uma parafilia. Outros pesquisadores abordaram-na como uma forma de transtorno de identidade. Os interesses mais comuns são voltados para amputação, prótese e muletas. Como fetiche sexual, a atração por deficiência é conhecida como devotismo, e aqueles que apresentam esse fetiche são conhecidos como devotos.

## História
Até a década de 1990, costumava ser descrita majoritariamente como acrotomofilia, em detrimento de outras deficiências ou do desejo, por parte de alguns, de fingir ou adquirir deficiência. Bruno (1997) sistematizou a atração como transtorno factício de deficiência. Uma década depois, outros argumentaram que o erro de localização erótica do alvo estaria em jogo, classificando a atração como um transtorno de identidade. No padrão psiquiátrico Manual Diagnóstico e Estatístico de Transtornos Mentais (DSM-IV-tr), o fetiche integra a categoria geral dos "Transtornos de Identidade Sexual e de Gênero" e a categoria mais específica de parafilia, ou fetiches sexuais; essa classificação foi mantida no DSM-5.

## Como subcultura fetichista
Os desejos de fingir ser deficiente e de adquirir uma deficiência são extensões do transtorno patológico. Cerca de metade dos devotos finge ocasionalmente (43% segundo Nattress [1996], amostra de 50). Os "aspirantes" declarados parecem representar não mais do que cinco por cento da população de devotos-aspirantes, embora Nattress (1996) tenha constatado que 22% de sua amostra de 50 desejava tornar-se deficiente. Consequentemente, Bruno (1997) classifica os afetados por versões da parafilia sob o título abrangente de Devotos, Fingidores e Aspirantes (DPWs), conforme aqui empregado.
Muito mais da metade dos DPWs sente essa atração patológica desde a infância, como é típico nas parafilias. O Amelotatista constatou que 75% dos 195 indivíduos amostrados já tinham consciência da atração aos quinze anos. Os atraídos frequentemente valorizam memórias iniciais de uma tragédia sexo-erótica (um "primeiro vislumbre") envolvendo o objeto de sua futura atenção – frequentemente um membro mais velho do sexo oposto – conforme estereotipado na etiologia. Aproximadamente um quarto relata ter descoberto a parafilia na puberdade e alguns, na idade adulta.
O exposto sustenta que a atração por deficiência pode ser representada como o contínuo que Bruno (1997) denominou transtorno factício de deficiência. No extremo menos intenso dos devotos, verifica-se uma fascinação sexualizada pelos aspectos existenciais da deficiência e sua aparência. Na faixa intermediária da simulação, manifesta-se um forte desejo de reproduzir as sensações decorrentes da deficiência. No extremo intenso dos aspirantes, verifica-se um imperativo de adquirir uma deficiência, o que pode levar à automutilação.
Segundo os fetichistas DPW, sua atração não parece representar perigo para os parceiros ou para terceiros. Contudo, é notável que o DSM-IV inclui essa parafilia entre os critérios diagnósticos da patologia psiquiátrica. Os fetichistas contestam a caracterização de sua preferência como uma patologia aberrante. Entretanto, também foram levantadas objeções por membros da comunidade de pessoas com deficiência, sob o argumento de que tais fetiches as objetificam e desumanizam. Algumas pessoas com deficiência participam voluntariamente da subcultura fetichista, por exemplo, contribuindo com fotos como modelos (ex.: Debbie van der Putten).[carece de fontes?]

## Em relacionamentos
O Amelotatista constatou que 55% dos 195 DPWs amostrados namoraram pessoas com deficiência, 40% mantiveram intimidade sexual com parceiros deficientes e 5% tinham cônjuges deficientes na atualidade. Nattress (1993) observou que 41% de uma amostra de 50 DPWs mantiveram ou mantiveram relacionamento com parceiros deficientes.
Os relacionamentos entre DPWs e pessoas com deficiência tendem a ser relatados como normais, com a atração sendo satisfeita pelo fato da deficiência do parceiro. Verifica-se que, em uma proporção dos relacionamentos DPW–deficiente, a atração por deficiência permanece oculta. Os DPWs podem incentivar parceiros com deficiência a destacar suas limitações em situações íntimas e a expô-las em contextos sociais. Sexualmente, alguns DPWs foram relatados como engajados tanto em observação tátil ativa quanto em relações sexuais.
A dificuldade dos DPWs em satisfazer simultaneamente as necessidades sexuais e emocionais é corroborada pelos achados de Nattress (1996) e Dixon (1983). Embora tenham sucesso razoável em obter contato sexual com pessoas com deficiência, apenas 21% dos DPWs mantiveram relacionamentos de longo prazo com esses parceiros.
Cerca de metade dos DPWs não consegue estabelecer relacionamentos com pessoas com deficiência. Como "segunda melhor" alternativa, recorrem a relacionamentos com fingidores e aspirantes. Praticamente todos os DPWs já tiveram experiência de relacionamentos com parceiros sem deficiência, os quais também são relatados como normais, apesar da (geralmente oculta) atração por deficiência de um dos envolvidos.
Embora não seja de conhecimento comum nas comunidades tradicionais, a internet revolucionou a forma pela qual os DPWs podem se encontrar enquanto buscam relacionamentos significativos. Alguns desses indivíduos, entretanto, expressaram certo grau de preocupação em seus primeiros encontros presenciais. Ainda que a maioria desses encontros seja completamente segura, existem diretrizes importantes para proporcionar uma sensação de segurança àqueles que se sentem vulneráveis.

## Explicações
Psicologia concebe o sadismo e o masoquismo como intercambiáveis, com voyeurismo e exibicionismo sendo seus respectivos aspectos. O comportamento dos devotos, pautado na observação, e a preferência por parceiros com tendências exibicionistas parecem corroborar as explicações 2 a 4. A pornografia voltada para os devotos tende a exibir a aparência da deficiência em diversas atividades, em vez de se concentrar exclusivamente em situações sexuais.
Pesquisas neurocientíficas recentes sugerem que a apotemnophilia possui uma base neurológica.

### Sexológico
A sexologia contemporânea não considera a atração problemática, a menos que sua prática viole os direitos de uma das partes e/ou de terceiros. Dentre as explicações estão:
1. Imprinting ou a influência de eventos marcantes no comportamento. O contato com pessoas visivelmente deficientes durante a infância desperta emoções intensas, que podem fomentar um raciocínio quase lógico e o desejo por pessoas que vivenciaram traumas semelhantes. O cuidado recebido durante internações hospitalares pode estimular o desejo de se tornar deficiente (como forma de garantir assistência contínua), sendo posteriormente projetado em outrem. Freud é creditado com a descoberta do condicionamento clássico ("imprinting" na sexologia) no contexto do fetichismo; [carece de fontes?]
2. Aprovação parental implícita: se, ao encontrar alguém com deficiência, os pais de um futuro DPW expressarem admiração, a criança pode concluir que a deficiência inspira estima, passando a incluí-la entre suas preferências sexuais. Essa explicação foi mencionada pelo Dr. John Money em Lovemaps;
3. Fuga da pressão: uma educação rigorosa e/ou ambientes de pressão entre os pares podem levar o futuro devoto a buscar refúgio na doença e na deficiência. Com o tempo, o desejo de se tornar deficiente é projetado em outrem. A analogia com a Síndrome de Munchausen (simulação ou indução de doença como meio de obter compaixão e benefícios) é razoavelmente clara entre os aspirantes. Nesse caso, a projeção falha, fazendo com que se enxerguem como mais atraentes se forem deficientes. O fato de a maioria dos DPWs sentir essa atração desde a infância reforça essa explicação. Há ainda sugestões de que existam mais DPWs na América, Europa e Extremo Oriente devido a modelos específicos de realização impulsionados por pais e colegas nessas regiões. Essa é outra explicação mencionada em Lovemaps;
4. Complexo de inferioridade ocasionando projeção psicológica: os DPWs podem ter sido condicionados a se sentirem inferiores na infância e, por isso, projetarem suas ambições sobre pessoas com deficiência, que necessariamente precisam superar diversas barreiras;
5. 'Darwinismo': os DPWs enxergam as pessoas com deficiência como exemplos de seleção natural, por terem burlado a morte e superado adversidades;
6. O desconhecido: as crianças experimentam fascinação e medo do que é desconhecido ao encontrar uma pessoa com deficiência. Na adolescência, sentimentos semelhantes podem surgir ao se aproximar do sexo oposto pela primeira vez. Essa fascinação pelo estranho pode, com o tempo, ser associada à excitação por meio do condicionamento clássico; eventualmente, essa excitação será desencadeada pela própria emoção;
7. "O pênis ausente": quando expostos ao corpo nu feminino, alguns homens se fascinam pelo fato de "o pênis estar ausente", e por existir um órgão sexual alternativo (na verdade, que remete a uma ferida) em seu lugar. Esse sentimento de surpresa pode integrar a atração sexual. A visão de um membro ausente pode evocar sensações similares. De forma análoga ao item 6, essa explicação foi proposta pela Dra. Anne Hooper em 1978;
8. busca de atenção e inveja: como pessoas com deficiência tendem a atrair mais atenção do que a média, crianças que as observam podem concluir que é necessário ser deficiente para receber atenção. Na puberdade, a deficiência passaria a integrar os critérios de atratividade;
9. erro de localização erótica do alvo: o desejo de alguns travestis e transexuais de assumirem a aparência de seu ideal sexual foi, por analogia, transposto aos aspirantes a amputados por First (2005), que fundamenta sua hipótese com pesquisas próprias e de outros autores, a partir de 2000.[16] Como a condição de alguns aspirantes não parece ser primordialmente sexual (exceto por associação), essa explicação define a atração por deficiência como um transtorno de identidade, apresentando-a de maneira restrita para os aspirantes a amputados, sem abordar o contínuo DPW discutido anteriormente. A comunidade dos aspirantes sempre se definiu de forma similar aos termos usados por First e Lawrence (2006), com o rótulo indígena "transabled" ganhando força a partir de 2005 em detrimento do termo "wannabe".

### Pelos DPWs
A comunidade DPW debate constantemente as origens da atração ("o Porquê?"). O Amelotatista, ao relatar uma pesquisa com 195 devotos, foi uma contribuição comunitária e a primeira síntese de explicações. Uma pesquisa informal, realizada em 2005 em dois fóruns DPW, revelou que, na infância, muitos dos entrevistados (frequentemente filhos únicos ou primogênitos) se sentiam afastados dos colegas, formando interesses solitários em áreas como transporte ou colecionismo. Esses sentimentos podem indicar que a empatia por pessoas com deficiência, frequentemente sujeitas à exclusão na maioria das culturas, é uma das motivações para essa atração. Pode também sugerir que a admiração exerce papel na atração, na medida em que pessoas com deficiência, por força das circunstâncias, superam inibições semelhantes às enfrentadas por muitos DPWs.

## Na mídia
- Quid Pro Quo apresenta uma subcultura secreta de pessoas sem deficiência que desejam ser paraplégicas
- Pumpkin, em que uma estudante de fraternidade se sente atraída por um homem com deficiência
- Boxing Helena, um longa-metragem que aborda o fetichismo por amputação
- American Horror Story: Freak Show apresenta Elsa Mars (Jessica Lange), uma mulher alemã que teve as pernas amputadas em um filme acrotomofílico enquanto trabalhava como prostituta na Alemanha da República de Weimar
- Katawa Shoujo, uma novel visual baseada em namoros com garotas com deficiência
- Dexter, uma série de TV na qual um serial killer, que atua como protético, se sente atraído por amputações